# 田貫湖

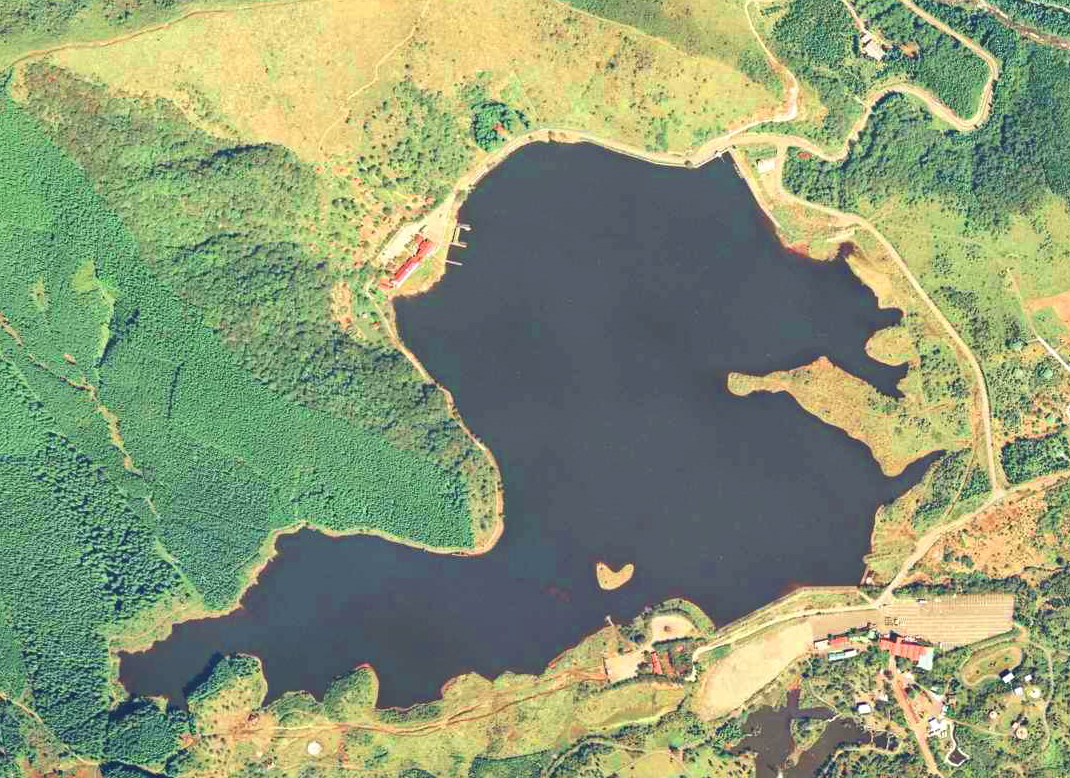
田貫湖空拍圖，攝於1975年。

田貫湖，是一個位於日本靜岡縣富士宮市的湖泊，位於富士山西麓的朝霧高原上。田貫湖是一個將因斷層活動隆起的古富士泥流上的窪地人為擴大形成的人工湖。
原本田貫湖只是一個被稱為「狸沼」或是「田貫沼」的小沼澤，但由於1923年發生的關東大地震的影響，供應附近居民用水的芝川水量減少，為了保障農業用水，而於1935年開始修築堤防，人工擴大狸沼。最終形成了一個蓄水量706,000m³的人工湖。此後又因為用水問題而繼續人為擴大湖泊，蓄水量最終增加到了1,200,000m³。
田貫湖的周圍是一個觀光地，有一些露營場。